# Балтрамайтис, Сильвестрас Иосифович
Сильвестрас Иосифович Балтрамайтис (более известен как Сильвестр Осипович Балтрамайтис; лит. Silvestras Iosifovičius Baltramaitis; 2 ноября 1841, Монкишкис, Радзивиллишский приход, Шавельский уезд, Ковенская губерния, Российская империя — 1918, Башмаково, Пензенская губерния) — русский библиограф и этнограф.

## Биография
Родился 2 ноября 1841 года в Монкишкисе в крестьянской семье, очень рано потерял отца. Образование получил в Радзивиллишском приходском училище и Тельшяйской прогимназии. В 1869 году устроился на работу вольнотрудящимся в Императорскую публичную библиотеку и проработал вплоть до 1898 года, начиная с 1898 года зачислен штатным сотрудником там же. В 1904 году устроился на работу в качестве редактора в газету „Lietuviskos ukiskos Zinios“ («Литовские сельскохозяйственные ведомости») и проработал вплоть до 1915 года. С 1915 года по момент смерти занимался сбором литовских и латышских книг в отделении Россика. В феврале 1918 года по болезни решил оставить работу и переехать в Пензенскую губернию.
Скончался в 1918 году в Башмакове.

## Научные работы
Основные научные работы посвящены библиографоведению.
- Напечатал библиографический список литовских и древнепрусских книг.
- Написал свыше 20.000 записей, посвящённых литуанике.
- Учитывал более 10.000 книг, а также статьи по литуанике.